# Lista de telenovelas e séries da Telemundo

O logotipo da Telemundo aparece em cada uma de suas telenovelas.

A produção de telenovelas em Miami começou com a telenovela Angélica, mi vida, da Telemundo, em 1988. Deste então, a Telemundo Network tinha dado fim a quase trinta anos de produção de telenovelas nacionais em Porto Rico e a empresa moveu sua indústria de produção de telenovelas à Miami, com o produtor e escritor de telenovelas, Ángel del Cerro a cargo da empresa. Posteriormente, seu colega José Enrique Crousillat com sua empresa Capitalvision International Corporation em associação com a Televisión Española, assume a produção de telenovelas na Telemundo Miami, criando histórias como El magnate, Cadena braga, Marielena e Guadalupe. Ángel del Cerro retorna a Porto Rico, onde encerra definitivamente a produção de novelas com Natalia, Tres destinos e Señora tentación. Por outra parte, em 1994 José Enrique Crousillat une-se a Televisa.
Embora a produção de telenovelas da Telemundo nos anos 90 tenha começado muito bem, a certa altura, de repente, tudo parou. Havia várias parcerias de curto prazo com outras empresas, como O'Farrill y Associates, em El peñón del amaranto, Fonovideo Productions em Aguamarina e Rubicon Entertainment em Me muero por ti, mas na época a Telemundo transmitia principalmente produções de outras empresas como RCTV, RTI Television, Rede Globo, entre outras.
Foi em 2001, quando a Telemundo associou-se a duas grandes produtoras: Argos Comunicación e RTI Colombia. A Argos Comunicación que terminou uma parceria com a Televisión Azteca para começar uma com a Telemundo. Entre 2001 e 2007 juntas, produziram Cara o cruz, Daniela, Ladrón de corazones, El alma herida, Gitanas, Los plateados, Corazón partido e Marina. A RTI Televisión estendeu sua parceria que tinha com a Caracol Televisión desde 1999 para a Telemundo. Através desta parceria, produziram-se Amantes del desierto, Luzbel está de visita, La venganza e Pasión de gavilanes a cargo da RTI e Sofía dame tiempo e Ángel de la guarda, mi dulce compañía a cargo da Caracol. Em 2004, a Caracol abandonou a parceria, mas continuou programando a maioria das produções da RTI e Telemundo. Em 2002, a Telemundo tentou formar outra parceria, desta vez com a Rede Globo. A parceria durou pouco e juntas co-produziram apenas uma telenovela: Vale todo.
Com as parcerias, a produção das telenovelas da Telemundo expandiu-se gradualmente, mas as novelas associadas à Argos foram gravadas no México, as associadas à RTI e Caracol na Colômbia e à Rede Globo no Brasil. Somente em 2003, quando parte dos produtores da RTI Television administrado por Aurelio Valcárcel Carroll chegou a Miami, foi formada a Telemundo-RTI Studios. A primeira produção foi Amor descarado e seguiram com Prisioneira, ¡Anita, no te rajes!, El cuerpo del deseo, Tierra de pasiones e La viuda de Blanco. Ao mesmo tempo, na Colômbia, a RTI admistrada por Hugo León Ferrer produziu as telenovelas Te voy a enseñar a querer, La mujer en el espejo, La Tormenta e Amores de mercado. Em 2005, a Telemundo também produziu La ley del silencio em Dallas, em coprodução com a FremantleMedia Latin America, e Amarte así na Argentina, em coprodução com a Promofilm.
Em 2007, a parceria entre a Telemundo e a Argos terminou, o que resultou no aumento de conteúdo da RTI Televisión e Telemundo-RTI Estudios. Além disso, a Telemundo começou a fazer parcerias com a Televisa e a Sony Pictures Television. Então na Colômbia gravaram Zorro, la espada y la rosa, Victoria, Doña Bárbara e posteriormente El clon e La reina del sur. Além disso, a Telemundo-RTI Estudios muda seu nome para Telemundo Estudios Miami e, entre 2007 e 2011, e são produzidas as telenovelas Dame chocolate, Pecados ajenos, El rostro de Analía, Más sabe el diablo, Perro amor, El fantasma de Elena, Aurora e Mi corazón insiste en Lola Volcán. Na Colômbia, havia várias linhas de produção, que permitiram o desenvolvimento de muitas telenovelas entre 2007 e 2012, incluindo: Sin vergüenza, Madre luna, La traición, Sin senos no hay paraíso, Los Victorinos, Niños ricos, pobres padres, La diosa coronada, Los herederos del Monte e a última Flor salvaje. Sem a coprodução da Argos, a Telemundo tentou produzir novelas no México por conta própria, criando a Telemundo Estudios México. Em 2008, ali produziram só El juramento e parte de Sin senos no hay paraíso.
Ao longo dos anos, a Telemundo Estudios Miami fortaleceu-se e, em 2010, aumentou seu conteúdo, impulsionando de alguma forma as produções da RTI Colombia. Começando a gravar telenovelas de suspense, mistério e crime, entre elas: ¿Dónde está Elisa?, Alguien te mira, La casa de al lado e posteriormente El rostro de la venganza e Santa diabla. Simultaneamente, a RTI estava gravavando as telenovelas Bella calamidades e Ojo por ojo, mas, por enquanto, a Telemundo decidiu não transmiti-las. Em 2011, a Telemundo gravou a telenovela Amar de nuevo no México em coprodução com a Promofilm México. O contrato de dez anos entre a Telemundo Estudios Miami e a RTI Colombia, terminou em 2012. As duas produtoras seguiram caminhos diferentes: a Telemundo Estudios Miami voltou a parceria com a Argos Comunicación e a RTI Producciones com a Televisa e a Univisión Communications, entre outras.
Antes do retorno das telenovelas da Argos, por um curto período de tempo, a Telemundo estendeu pela primeira vez a produção da Telemundo Estudios Miami a três horários. Devido ao fim da parceira com a RTI, alguns produtores do desaparecido canal venezuelano RCTV, admistrada por Carmen Cecilia Urbaneja, ingressaram na Telemundo Estudios Miami. Entre 2011 e 2012, até atualmente, a Telemundo produz telenovelas na Flórida e no México e é administrado por:
- Joshua Mintz — vice-presidente executivo de programação de ficção e gerente geral da Telemundo Estudios.[14]
  - Aurelio Valcárcel Carroll — ex-vice-presidente executivo de produção em Miami (2011—2014).
  - Martha Godoy — vice-presidenta de produção no México (2012—atualmente).
  - Carmen Cecilia Urbaneja — vice-presidenta de produção em Miami (2013—atualmente).
  - David Posada — vice-presidente de produção em Miami (2014—atualmente) e:
    - vários produtores executivos da Telemundo e a Argos (Marcela Mejía, José Gerardo Guillén, Jairo Arcila Murillo, Ana Graciela Ugalde, Gemma Lombardi Ortín, Daniel Camhi, Araceli Sánchez Marechal e Mariana Iskandarani, entre outros) que trabalham por projeto.

Desde então até atualmente, em Miami foram produzidas: Una maid en Manhattan, Relaciones peligrosas, Corazón valiente, Pasión prohibida, Marido en alquiler, Dama y obrero, En otra piel, Reina de corazones, Tierra de reyes, Bajo el mismo cielo, entre outras. Simultaneamente, no México com a Argos co-produziram: Rosa diamante, La patrona, La impostora, Los miserables, etc. Com La reina del sur a Telemundo começou a produção de telenovelas baseadas em fatos reais. A Argos e a nova parceira a Campanario Entertainment produzem esse gênero. El Señor de los Cielos, Camelia la Texana e Señora Acero são as histórias recém produzidas. Com Dueños del paraíso surgiu uma nova parceira entre a Telemundo Studios Miami e a TVN e com Celia surgiu outra parceira com a Fox Telecolombia e RCN Televisión.

## Telenovelas por ordem de início de transmissões

### Década de 1980
| #  | Ano  | Título            | Autoria         | Produtor executivo | Ref.   |
| -- | ---- | ----------------- | --------------- | ------------------ | ------ |
| 01 | 1988 | Angélica, mi vida | Ángel del Cerro | Ángel del Cerro    | [ 16 ] |

### Década de 1990
| #  | Ano  | Título                | Autoria         | Produtor executivo                       | Ref.   |
| -- | ---- | --------------------- | --------------- | ---------------------------------------- | ------ |
| 02 | 1990 | El magnate            | Manoel Carlos   | José Enrique Crousillat                  | [ 17 ] |
| 03 | 1991 | Cadena braga          | Manoel Carlos   | José Enrique Crousillat                  | [ 18 ] |
| 04 | 1991 | Natalia               | Ángel del Cerro | Ángel del Cerro                          | [ 19 ] |
| 05 | 1992 | Marielena             | Delia Fiallo    | José Enrique Crousillat                  | [ 20 ] |
| 06 | 1993 | Tres destinos         | Ángel del Cerro | Cynthia Hudson Fernández Ángel del Cerro | [ 21 ] |
| 07 | 1993 | Guadalupe             | Delia Fiallo    | José Enrique Crousillat                  | [ 22 ] |
| 08 | 1993 | El peñón del amaranto | Salvador Jarabo | Víctor Hugo O'Farrill                    | [ 23 ] |
| 09 | 1994 | Señora tentación      | Ángel del Cerro | Cynthia Hudson Fernández Ángel del Cerro | [ 24 ] |
| 10 | 1997 | Aguamarina            | Leonardo Padrón | Alfredo Schwarz                          | [ 25 ] |
| 11 | 1999 | Me muero por ti       | J. F. Cascales  | John Banner                              | [ 26 ] |

### Década de 2000
| #  | Ano  | Título                                | Autoria                               | Produtor executivo                     | Ref.   |
| -- | ---- | ------------------------------------- | ------------------------------------- | -------------------------------------- | ------ |
| 12 | 2001 | Amantes del desierto                  | Humberto "Kiko" Olivieri              | Hugo León Ferrer                       | [ 27 ] |
| 13 | 2001 | Cara o cruz                           | Luis Zelkowicz                        | Carlos Resendi                         | [ 28 ] |
| 14 | 2001 | Luzbel está de visita                 | Julio Jiménez                         | Hugo León Ferrer                       | [ 29 ] |
| 15 | 2002 | Daniela                               | Pablo Serra Érika Johnson             | Patricia Benítez Laucín                | [ 30 ] |
| 16 | 2002 | Vale todo                             | Yves Dumont                           | Marcelo Fernández Paranhos             | [ 31 ] |
| 17 | 2002 | La venganza                           | Humberto "Kiko" Olivieri              | Hugo León Ferrer                       | [ 32 ] |
| 18 | 2003 | Sofía dame tiempo                     | Luis Felipe Salamanca Dago García     | Asier Aguilar                          | [ 33 ] |
| 19 | 2003 | Ladrón de corazones                   | Ricardo García Epigmenio Ibarra       | Sachiko Uzeta                          | [ 34 ] |
| 20 | 2003 | Amor descarado                        | Delia Betancourt Roberto Stopello     | Aurelio Valcárcel Carroll              | [ 35 ] |
| 21 | 2003 | Ángel de la guarda, mi dulce compañía | Luis Felipe Salamanca Dago García     | Dago García                            | [ 36 ] |
| 22 | 2003 | Pasión de gavilanes                   | Julio Jiménez                         | Hugo Leó Ferrer                        | [ 37 ] |
| 23 | 2003 | El alma herida                        | Luis Zelkowicz                        | Marcela Mejía                          | [ 38 ] |
| 24 | 2004 | Prisionera                            | Humberto "Kiko" Olivieri              | Aurelio Valcárcel Carroll              | [ 39 ] |
| 25 | 2004 | Gitanas                               | Basilio Álvarez Laura Sosa            | Rafael Urióstegui Iván Aranda          | [ 40 ] |
| 26 | 2004 | Te voy a enseñar a querer             | Socorro González Ocampo               | Hugo León Ferrer                       | [ 41 ] |
| 27 | 2004 | ¡Anita, no te rajes!                  | Valentina Párraga                     | Aurelio Valcárcel Carroll              | [ 42 ] |
| 28 | 2004 | La mujer en el espejo                 | Consuelo Garrido                      | Hugo León Ferrer                       | [ 43 ] |
| 29 | 2005 | La ley del silencio                   | Juana Uribe                           | Carlos Sotomayor                       | [ 44 ] |
| 30 | 2005 | Los plateados                         | Ricardo García Leticia López Margalli | Marcela Mejía                          | [ 45 ] |
| 31 | 2005 | Amarte así                            | Enrique Torres                        | Cristina Palacios                      | [ 46 ] |
| 32 | 2005 | El cuerpo del deseo                   | Julio Jiménez                         | Aurelio Valcárcel Carroll              | [ 47 ] |
| 33 | 2005 | La Tormenta                           | Humberto "Kiko" Olivieri              | Hugo León Ferrer                       | [ 48 ] |
| 34 | 2005 | Corazón partido                       | Luis Zelkowicz                        | Daniel Camhi                           | [ 49 ] |
| 35 | 2006 | Tierra de pasiones                    | Eric Vonn                             | Aurelio Valcárcel Carroll              | [ 50 ] |
| 36 | 2006 | Dueña y señora                        | Balmore Moreno                        | Ramón Mangles                          | [ 51 ] |
| 37 | 2006 | Amores de mercado                     | Basilio Álvarez Eric Vonn             | Hugo León Ferrer                       | [ 52 ] |
| 38 | 2006 | La viuda de Blanco                    | Julio Jiménez                         | Aurelio Valcárcel Carroll              | [ 53 ] |
| 39 | 2006 | Marina                                | Alberto Gómez                         | Rafael Urióstegui Mary Kathryn Kennedy | [ 54 ] |
| 40 | 2007 | El Zorro, la espada y la rosa         | Humberto "Kiko" Olivieri              | Hugo León Ferrer                       | [ 55 ] |
| 41 | 2007 | Dame chocolate                        | Perla Farías                          | Aurelio Valcárcel Carroll              | [ 56 ] |
| 42 | 2007 | Sin vergüenza                         | Isamar Hernández                      | Hugo León Ferrer                       | [ 57 ] |
| 43 | 2007 | Madre Luna                            | Julio Jiménez                         | Hugo León Ferrer                       | [ 58 ] |
| 44 | 2007 | Pecados ajenos                        | Eric Vonn                             | Aurelio Valcárcel Carroll              | [ 59 ] |
| 45 | 2007 | Victoria                              | Jimena Romero Lina Uribe              | Hugo León Ferrer                       | [ 60 ] |
| 46 | 2008 | La traición                           | José Fernando Pérez Roberto Stopello  | Hugo León Ferrer                       | [ 61 ] |
| 47 | 2008 | Sin senos no hay paraíso              | Gustavo Bolívar                       | Hugo León Ferrer                       | [ 62 ] |
| 48 | 2008 | El juramento                          | Nora Castillo                         | Rafael Urióstegui Mary Kathryn Kennedy | [ 63 ] |
| 49 | 2008 | Doña Bárbara                          | Valentina Párraga                     | Hugo León Ferrer                       | [ 64 ] |
| 50 | 2008 | El rostro de Analía                   | Humberto "Kiko" Olivieri              | Aurelio Valcárcel Carroll              | [ 65 ] |
| 51 | 2009 | Más sabe el diablo                    | Jimena Romero Lina Uribe              | Aurelio Valcárcel Carroll              | [ 66 ] |
| 52 | 2009 | Victorinos                            | Gustavo Bolívar                       | Hugo León Ferrer                       | [ 67 ] |
| 53 | 2009 | Niños ricos, pobres padres            | Luis Felipe Salamanca                 | Hugo León Ferrer                       | [ 68 ] |

### Década de 2010
| #   | Ano  | Título                                | Autoria                                            | Produtor executivo                            | Ref.    |
| --- | ---- | ------------------------------------- | -------------------------------------------------- | --------------------------------------------- | ------- |
| 54  | 2010 | Perro amor                            | Juana Uribe                                        | Aurelio Valcárcel Carroll                     | [ 69 ]  |
| 55  | 2010 | El clon                               | Roberto Stopello Sandra Velasco                    | Hugo León Ferrer                              | [ 70 ]  |
| 56  | 2010 | ¿Dónde está Elisa?                    | Perla Farías                                       | Aurelio Valcárcel Carroll                     | [ 71 ]  |
| 57  | 2010 | Bella calamidades                     | Julio Jiménez                                      | Hugo León Ferrer                              | [ 72 ]  |
| 58  | 2010 | El fantasma de Elena                  | Humberto "Kiko" Olivieri                           | Aurelio Valcárcel Carroll                     | [ 73 ]  |
| 59  | 2010 | La diosa coronada                     | Juan Camilo Ferrand                                | Hugo León Ferrer                              | [ 74 ]  |
| 60  | 2010 | Alguien te mira                       | Perla Farías                                       | Aurelio Valcárcel Carroll                     | [ 75 ]  |
| 61  | 2010 | Aurora                                | Marcela Citterio                                   | Aurelio Valcárcel Carroll                     | [ 76 ]  |
| 62  | 2010 | Ojo por ojo                           | Gustavo Bolívar                                    | Hugo León Ferrer                              | [ 77 ]  |
| 63  | 2011 | Los herederos del Monte               | Cristina Policastro                                | Hugo León Ferrer                              | [ 78 ]  |
| 64  | 2011 | La reina del sur                      | Roberto Stopello                                   | Patricio Wills                                | [ 79 ]  |
| 65  | 2011 | Mi corazón insiste en Lola Volcán     | Valentina Párraga                                  | Aurelio Valcárcel Carroll                     | [ 80 ]  |
| 66  | 2011 | Amar de nuevo                         | Enrique Torres                                     | Enrique Torres Martín Halac                   | [ 81 ]  |
| 67  | 2011 | La casa de al lado                    | José Ignacio Valenzuela                            | David Posada                                  | [ 82 ]  |
| 68  | 2011 | Flor salvaje                          | Perla Farías                                       | Hugo León Ferrer                              | [ 83 ]  |
| 69  | 2011 | Una maid en Manhattan                 | Luis Zelkowicz                                     | Aurelio Valcárcel Carroll                     | [ 84 ]  |
| 70  | 2012 | Relaciones peligrosas                 | Roberto Stopello                                   | Martha Godoy David Posada                     | [ 85 ]  |
| 71  | 2012 | Corazón valiente                      | Marcela Citterio                                   | Carlos Lamus Alcalá                           | [ 86 ]  |
| 72  | 2012 | Rosa diamante                         | Sandra Velasco                                     | Marcela Mejía                                 | [ 87 ]  |
| 73  | 2012 | El rostro de la venganza              | Sebastián Arrau                                    | Aurelio Valcárcel Carroll                     | [ 88 ]  |
| 74  | 2013 | La patrona                            | Valentina Párraga                                  | Gabriela Valentán                             | [ 89 ]  |
| 75  | 2013 | Pasión prohibida                      | Juan Camilo Ferrand                                | Mariana Iskandarani                           | [ 90 ]  |
| 76  | 2013 | El Señor de los Cielos                | Luis Zelkowicz                                     | Marcela Mejía                                 | [ 91 ]  |
| 77  | 2013 | Dama y obrero                         | Sandra Velasco                                     | Jairo Arcila Murillo                          | [ 92 ]  |
| 78  | 2013 | Marido en alquiler                    | Perla Farías                                       | David Posada                                  | [ 93 ]  |
| 79  | 2013 | Santa diabla                          | José Ignacio Valenzuela                            | José Gerardo Guillén                          | [ 94 ]  |
| 80  | 2014 | La impostora                          | Sebastián Arrau Coca Gómez                         | Daniel Camhi                                  | [ 95 ]  |
| 81  | 2014 | En otra piel                          | Laura Sosa                                         | José Gerardo Guillén                          | [ 96 ]  |
| 82  | 2014 | Camelia la Texana                     | Rodrigo Ordóñez                                    | Diego Ramón Bravo                             | [ 97 ]  |
| 83  | 2014 | Reina de corazones                    | Marcela Citterio                                   | David Posada                                  | [ 98 ]  |
| 84  | 2014 | Señora Acero                          | Roberto Stopello                                   | Ana Graciela Ugalde                           |         |
| 85  | 2014 | Los miserables                        | Valentina Párraga                                  | Araceli Sánchez Mariscal                      |         |
| 86  | 2014 | Villa paraíso                         | Alex Hadad                                         | Jose Bravo                                    |         |
| 87  | 2014 | Tierra de reyes                       | Rossana Negrín                                     | José Gerardo Guillén                          |         |
| 88  | 2015 | Dueños del paraíso                    | Pablo Illanes                                      | Gemma Lombardi Ortín                          |         |
| 89  | 2015 | Bajo el mismo cielo                   | Perla Farías José Vicente Spataro                  | David Posada                                  | [ 99 ]  |
| 90  | 2015 | Celia                                 | Andrés Salgado                                     | Nelson Martínez                               |         |
| 91  | 2015 | ¿Quién es quién?                      | Laura Sosa                                         | Gemma Lombardi Ortín                          |         |
| 92  | 2016 | La querida del Centauro               | Lina Uribe                                         | Gabriela Valentán                             |         |
| 93  | 2016 | Eva la Trailera                       | Valentina Párraga                                  | David Posada                                  | [ 100 ] |
| 94  | 2016 | Silvana sin lana                      | Sandra Velasco                                     | Gemma Lombardi Ortín                          |         |
| 95  | 2016 | Sin senos sí hay paraíso              | Gustavo Bolívar                                    | Nelson Martínez                               |         |
| 96  | 2016 | La doña                               | José Vicente Spataro                               | Gabriela Valentán                             |         |
| 97  | 2016 | El Chema                              | Luis Zelkowicz                                     | Patricia Benítez Laucín Mauricio Ochmann      |         |
| 98  | 2017 | La fan                                | Marcela Citterio                                   | David Posada                                  |         |
| 99  | 2017 | Guerra de ídolos                      | Mariano Calasso                                    | Martha Godoy                                  |         |
| 100 | 2017 | Mariposa de barrio                    | Rossana Negrín                                     | Carlos Lamus Alcalá                           |         |
| 101 | 2017 | Milagros de Navidad                   | Vários                                             | Carlos Lamus Alcalá                           |         |
| 102 | 2017 | Sangre de mi tierra                   | Valentina Párraga                                  | José Gerardo Guillén                          |         |
| 103 | 2018 | José José: El Príncipe de la Canción  | Basilio Álvarez                                    | Gabriela Valentán                             |         |
| 104 | 2018 | Al otro lado del muro                 | Laura Sosa Leticia López Margalli                  | David Posada                                  |         |
| 105 | 2018 | Enemigo íntimo                        | Humbert Barrero                                    | Mónica Francesca Vizzi                        |         |
| 106 | 2018 | Mi familia perfecta                   | José Vicente Spataro                               | José Gerardo Guillén                          |         |
| 107 | 2018 | Luis Miguel: La serie                 | Vários                                             | Carla González Vargas Mark Burnett Pablo Cruz |         |
| 108 | 2018 | Falsa identidad                       | Perla Farías Sergio Mendoza                        | David Posada                                  |         |
| 109 | 2018 | El recluso                            | Joaquín Casasola Enrique Vázquez Gerónimo Barriga  | Luis Salinas                                  |         |
| 110 | 2019 | Jugar con fuego                       | Julia Montejo José Luis Acosta                     | Marcos Santana                                |         |
| 111 | 2019 | El Barón                              | Jörg Hiller                                        | Silvia Duran                                  |         |
| 112 | 2019 | Betty en NY                           | Valentina Parraga                                  | Miguel Varoni                                 |         |
| 113 | 2019 | Preso No. 1                           | Luis Felipe Ybarra                                 | Marcel Ferrer                                 |         |
| 114 | 2019 | El final del paraíso                  | Yesmer Uribe Gerardo Pérez                         | María Alejandra Rico                          | [ 101 ] |
| 115 | 2019 | El secreto de Selena                  | David Jasqui Alejandro Aimetta                     | Francisco Cordero                             |         |
| 116 | 2019 | Nicky Jam: El Ganador                 |                                                    | Endemol Shine Boomdog                         |         |
| 117 | 2019 | No te puedes esconder                 | José Luis Acosta, Eduardo Villanueva, José Camacho | Alejandro Bazzano                             | [ 102 ] |
| 118 | 2019 | Decisiones: Unos ganan, otros pierden | Marcos Santana Juan Marcos Blanco Sergio Mendoza   | José Vicente Scheuren Marcela Mejía           |         |

### Década de 2020
| #   | Ano  | Título                    | Autoria                             | Produtor executivo                                                              | Ref.    |
| --- | ---- | ------------------------- | ----------------------------------- | ------------------------------------------------------------------------------- | ------- |
| 119 | 2020 | Operación Pacífico        | Alberto "Albatros" González         | Silvia Duran                                                                    | [ 103 ] |
| 120 | 2020 | 100 días para enamorarnos | Ricardo Álvarez Canales             | Miguel Varoni                                                                   | [ 104 ] |
| 121 | 2021 | La suerte de Loli         | Ricardo Álvarez Canales Amaris Páez | Miguel Varoni                                                                   |         |
| 122 | 2021 | Buscando a Frida          | Sandra Velasco                      | Carlos Villegas Felipe Aguilar D. Mauricio Corredor                             |         |
| 123 | 2021 | Café con aroma de mujer   | Adriana Suárez                      | David Posada Patricia Benítez Laucín                                            |         |
| 124 | 2021 | Malverde: El Santo Patrón | Luis Zelkowicz                      | Yalile Giordanelli                                                              |         |
| 125 | 2021 | Parientes a la fuerza     | Sebastián Ortega                    | Manolo Cardona Andrea Salas                                                     |         |
| 126 | 2022 | Diario de un gigoló       | Sebastián Ortega                    | Marcos Santana Sebastián Ortega Pablo Flores Juan Ponce Pablo Cullell           |         |
| 127 | 2022 | Armas de mujer            | José Luis Acosta                    | Mariana Iskandarani Kate del Castillo Marcos Santana                            |         |
| 128 | 2023 | Juego de mentiras         | Sebastián Arrau                     | Ximena Cantuarias Rafael Urióstegui Elizabeth Suárez Karen Barroeta             |         |
| 129 | 2023 | Vuelve a mí               | Sergio Mendoza Amaris Paez          | William Levy Karen Barroeta Elizabeth Suarez                                    |         |
| 130 | 2023 | El doctor del pueblo      | José Pérez                          | Jose Vicente Sheuren Georgina Terán Maria Auxiliadora Barrios Gabriela Valentan |         |
| 131 | 2024 | El Conde: Amor y honor    | Sandra Velasco Alejandro Vergara    | Jorge Sastoque Roa Karen Barroeta Ximena Cantuarias David Posada                |         |
| 132 | 2024 | La mujer de mi vida       | Mario Schajris                      | Miguel Varoni                                                                   |         |
| 133 | 2024 | Sed de venganza           | Eric Vonn                           | Ximena Cantuarias Rafael Uriostegui                                             |         |